# Си Би Ес Драма
Си Би Ес Драма (на английски: CBS Drama) е международно излъчван телевизионен канал, стартирал в Обединеното кралство на 16 ноември 2009 г. Собственост е на Си Би Ес, като заменя съществувалия „Зоун Романтика“. Излъчва популярни сериали като сапунените опери „Династия“ и „Сънсет Бийч“, мистериозният „Туин Пийкс“, „4400“ до сериала за борбата срещу престъпността „Хавай 5-0“.

## История
На 14 септември 2009 г. е разкрито, че международното подразделение на CBS, CBS Studios International, е сключило сделка за съвместно дружество с Chellomedia за стартиране на шест канала с марка CBS в Обединеното кралство през 2009 г. Новите канали е планирано да заменят Zone Romantica, Zone Thriller, Zone Horror и CBS Reality. На 1 октомври 2009 г. е обявено, че CBS Reality, CBS Drama и CBS Justice стартират на 16 ноември 2009 г., заменяйки Zone Reality, Zone Romantica и Zone Thriller. На 5 април 2010 г. Zone Horror бива ребрандиран на Horror Channel, след ребрандирането на другите три канала от портфолиото през ноември 2009 г.
На 1 август 2012 г. Chellomedia разкрива, че всички европейски версии на Zone Channels ще бъдат ребрандирани в CBS Channels. CBS Drama заменя Zone Romantica на 3 декември 2012 г.
Във Великобритания CBS Reality стартира на 1 април 2014 г., последван от CBS Action на 1 октомври 2014 г., а от юли 2014 г. CBS Action, CBS Drama и Horror Channel са достъпни на платформата YouView като част от Entertainment Boost на TalkTalk TV, но са премахнатина 2 юни 2015 г.
В Полша CBS Drama спира излъчване на 31 декември 2016 г.
CBS Drama излъчва предавания от Обединеното кралство (като Bad Girls, Waterloo Road, Footballers Wives), Америка (Dallas, Beverly Hills, 90210, CSI, Knots Landing) и Австралия (Return To Eden, Bondi Rescue).
В България каналът стартира на 3 декември 2012 г. и бива закрит през 2017 г.